# 尧格
尧格（1905年—1950年1月14日），一译尤·库斯、柯攸斯，柬埔寨文人、政治人物。1946年到1949年任柬埔寨国民议会议长，期间负责柬埔寨民主党的组建。1949年9月20日，他自行宣布成立政府，其本人任首相，直到9月29日被严森波取代，其首相任期共9天。
1950年1月14日，民主党总部遭对立的自由党党员手榴弹袭击，当时负责国民联盟运动领导的尧格伤重不治。他的遇刺事件加剧了民主党内部的分裂。
著有《高棉语》（ភាសាខ្មែរ）一书。